# 안성 칠장사 대웅전 목조석가삼존불좌상
안성 칠장사 대웅전 목조석가삼존불좌상(安城 七長寺 大雄殿 木造釋迦三尊佛坐像)은 대한민국 경기도 안성시 죽산면, 칠장사 대웅전에 있는 조선시대의 불상이다. 2009년 3월 11일 경기도의 유형문화재 제213호로 지정되었다.

## 개요
칠장사 대웅전 목조삼존불상은 발원문을 통해 제작연대와 제작자 등을 알 수 있으며, 보존상태가 좋아 조선 후기 불교조각사 연구에 기준작이다.

## 현지 안내문
이 삼존불은 1685년에 제작되었다. 불상의 크기는 150cm이다. 불상의 신체비례아 조각수법을 볼 때 불상 3구 모두 전형적인 조선시대 후기 불상이다. 본존불인 석가여래좌상은 얼굴을 앞으로 내밀어 구부정한 모습이다. 17세기 전·중반에 제작된 불상과 비교해 볼 때 얼굴이 차지하는 비중이 크다, 왼손은 엄지와 중지릉 둥글게 맞대고 있는 아미타수인을 오른손은 손가락을 펴고 바닥을 가리키는 항마촉지인을 취하고 있다. 양 협시보살은 모습이 거의 흡사하나 우부처인 제화갈라보살이 약간 작고, 좌부처인 미륵보살은 연화가지를 들고 있다.

## 참고 자료
- 안성칠장사대웅전목조석가삼존불좌상 - 국가유산청 국가유산포털